# Lammefjorden
Il Lammefjord è un polder in Danimarca alla base della penisola di Odsherred. In precedenza un braccio profondamente ramificato del mare che portava a ovest dall'Isefjord, la maggior parte di esso è ora bonificata come terra agricola. La zona orientale, al di fuori della diga di Avdebo, è ancora mare, ma il nome Lammefjorden si riferisce solitamente solo alla parte secca a ovest della diga. 
L'ex fondale sabbioso è un eccellente terreno agricolo, soprattutto per colture come carote e patate.
Il progetto di drenaggio iniziò nel 1873, ma ci volle tempo fino al 1943 prima che le quote più basse venissero pompate a secco. Grandi parti del fiordo erano abbastanza basse da essere asciutte all'inizio. Nel 1899 la ferrovia Odsherred si aprì attraverso l'estremità occidentale del fiordo. La città di Fårevejle Stationsby è cresciuta dove la ferrovia interseca quella strada principale attraverso il fondo del mare; funge da centro amministrativo e mercantile per gran parte del Lammefjord. 
Il Lammefjord contiene la quota più bassa a secco della Danimarca, a 7 metri sotto il livello del mare. È anche in disputa come il più basso dell'Europa occidentale (condiviso con il Zuidplaspolder nei Paesi Bassi).